# Regering-Van Acker II
De regering-Van Acker II (2 augustus 1945 - 13 maart 1946) was een Belgische regering. De regering bestond uit de BSP/PSB (63 zetels), de Liberale Partij (31 zetels), de KPB/PCB (9 zetels) en de UDB (1 zetel). 
De regering-Van Acker II was ontstaan door onenigheid over de koningskwestie. Binnen de regering-Van Acker I waren de katholieken voorstander van een terugkeer van de koning, maar de andere partijen gingen hier niet in mee. Omdat ze niet in staat waren een akkoord te bereiken met de andere partijen van de coalitie, besloten de katholieke ministers af te treden, wat de val van de regering Van Acker I met zich meebracht.
Om het land te blijven leiden, ging premier Achiel Van Acker verder met een nieuw team en stelde hij een nieuwe meerderheid samen waarin het Katholieke Blok werd vervangen door een gloednieuwe politieke partij, de UDB. De regering werd opgevolgd door de regering-Spaak II.

## Vorming en Koningskwestie
De vorming van de regering-Van Acker II volgde op een grote politieke crisis over de koningskwestie tussen verschillende partijen in de regering-Van Acker I. Op 15 juni 1945 keerde de premier Achiel Van Acker terug uit Zwitserland, waar hij Leopold III had ontmoet. Deze laatste wilde terug naar het land om zijn gedrag ten opzichte van de nazi's tijdens de bezetting aan de natie te kunnen uitleggen. Maar tijdens een spoedvergadering op 16 juni hadden de twee liberale ministers, Adolphe Van Glabbeke, minister van Binnenlandse Zaken en Léon Mundeleer, minister van Landsverdediging, geweigerd de verantwoordelijkheid op zich te nemen voor de handhaving van de orde in het geval de koning zou terugkeren.
Op diezelfde dag gaf de premier prins-regent Karel het ontslag van zijn regering. Het land stond toen op de rand van de revolutie en de burgeroorlog: strafmaatregelen tegen de collaborateurs werden georganiseerd door de verzetsstrijders of de communisten. Op 17 juni dreigde het ABVV met een totale en algemene staking bij de terugkeer van de koning. De overheid beschikte ook niet over de nodige manschappen omdat er nog een groot deel in Duitsland was.
De katholieke ministers van de regering-Van Acker I wilden op 17 juli aftreden, enkele dagen voor het parlementaire debat over de Koningskwestie dat tussen 20 en 26 juli ging plaatsvinden. De katholieke ministers, die voor de terugkeer van de koning waren, wilden niet de indruk wekken dat ze de premier steunden, die zich trouwens steeds meer tegen de terugkeer van Leopold III verzette. Achiel Van Acker wilde geen terugkeer meer van de koning en ging dit ook bevestigen tijdens de debatten. Ook Paul-Henri Spaak sprak zich op 20 juli negatief uit over de terugkeer van de koning.
De premier probeerde de katholieke ministers na de parlementaire debatten nog terug in de regering te krijgen, maar het Katholieke Blok verwierp dit aanbod. Op 1 augustus riep de eerste minister de pers bijeen en kondigde aan dat hij erin geslaagd was om een nieuwe regering te vormen van socialisten, liberalen en communisten. De gloednieuwe partij, de Belgische Democratische Unie (UDB), zou ook deelnemen. Maar ondanks de vorming van deze nieuwe regering bleef de kwestie voor spanningen zorgen.

## Samenstelling
De regering bestond uit 18 ministers. De Liberale Partij had er 6, de BSP/PSB 5, de UDB 2 en de KPB/PCB 2. Daarnaast waren er nog 3 experts in de regering.
| Ambtsbekleder           | Ambtsbekleder | Ambtsbekleder                               | Functie                                            | Partij                      |
| ----------------------- | ------------- | ------------------------------------------- | -------------------------------------------------- | --------------------------- |
|                         |               | Achiel Van Acker (1898-1975)                | Eerste Minister                                    | BSP-PSB                     |
| Minister Steenkoolwezen |               | Achiel Van Acker (1898-1975)                |                                                    | BSP-PSB                     |
|                         |               | Paul-Henri Spaak (1899-1972)                | Minister Buitenlandse Zaken en Buitenlandse Handel | PSB-BSP                     |
|                         |               | Marcel Grégoire (1907-1996)                 | Minister Justitie                                  | extraparlementair (UDB)     |
|                         |               | Adolphe Van Glabbeke (1904-1959)            | Minister Binnenlandse Zaken                        | Liberale Partij             |
|                         |               | Albert Marteaux (1886-1949)                 | Minister Volksgezondheid                           | KPB-PCB                     |
|                         |               | Auguste Buisseret (1888-1965)               | Minister Openbaar Onderwijs                        | Liberale Partij             |
|                         |               | Franz de Voghel (1903-1995)                 | Minister Financiën                                 | extraparlementair           |
|                         |               | René Lefebvre (1893-1976)                   | Minister Landbouw                                  | Liberale Partij             |
|                         |               | Herman Vos (1889-1952)                      | Minister Openbare Werken                           | BSP-PSB                     |
|                         |               | Léon-Eli Troclet (1902-1980)                | Minister Arbeid en Sociale Voorzorg                | PSB-BSP                     |
|                         |               | Ernest Rongvaux (1881-1964)                 | Minister Verkeerswezen                             | extraparlementair (PSB-BSP) |
|                         |               | Albert De Smaele (1901-1995)                | Minister Economische Zaken                         | extraparlementair           |
|                         |               | Léon Mundeleer (1885-1964)                  | Minister Landsverdediging                          | Liberale Partij             |
|                         |               | Robert Godding (1883-1953)                  | Minister Koloniën                                  | Liberale Partij             |
|                         |               | Edgard Lalmand (1894-1965)                  | Minister Ravitaillering                            | extraparlementair (KPB-PCB) |
|                         |               | Adrien van den Branden de Reeth (1899-1980) | Minister Oorlogsgetroffenen                        | extraparlementair           |
|                         |               | Jacques Basyn (1901-1982)                   | Minister Oorlogsschade                             | extraparlementair (UDB      |
|                         |               | Paul Kronacker (1897-1994)                  | Lid van de Ministerraad                            | Liberale Partij             |

## Spanningen met de oppositie

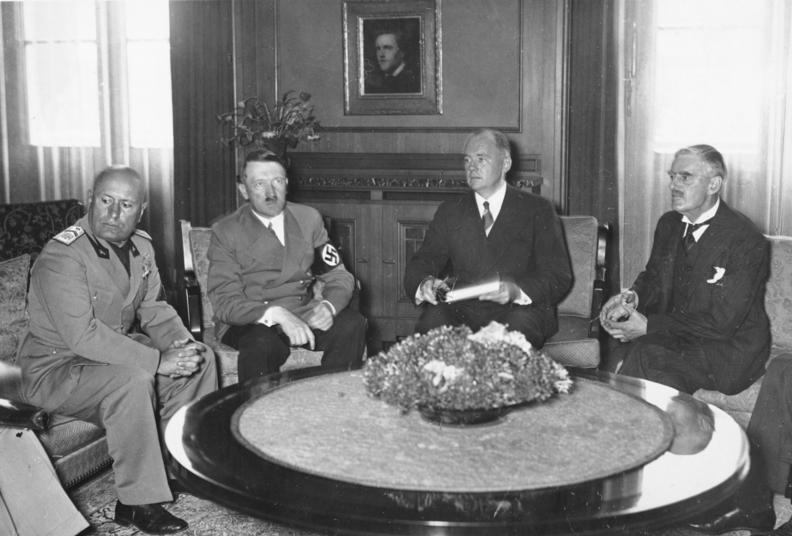
Paul Schmidt (tweede van rechts) aan tafel met Benito Mussolini, Adolf Hitler en Neville Chamberlain

De regering was fel gekant tegen een terugkeer van de koning, tegen wie ze een ware hetze waren begonnen, met name door het openbaar maken van de ondervraging door de geallieerden van Paul-Otto Schmidt, de tolk van Adolf Hitler. Tijdens de oorlog had Schmidt de ontmoetingen tussen Leopold III en de Führer bijgewoond. Bij deze bijeenkomsten was de koning nogal neerbuigend over Hitlers wil en bespraken ze de status van België in een Europa onder Duitse overheersing. De regering besloot ook de Leopoldistische krant "Le Journal" op te schorten omdat zij de premier ervan beschuldigde het volk te proberen te misleiden over de koningskwestie.
In de regering-Van Acker II had de koning nu geen bondgenoten meer. Zowel de communisten als de socialisten wilden dat de koning aftrad. Ook de UDB deelde deze oplossing, terwijl de liberalen verdeeld waren. De katholieken beloofden een volksraadpleging te organiseren om het volk zich over de kwestie te laten uitspreken als ze de verkiezingen wonnen.
De besprekingen met de Katholieke Partij waren zeer gespannen. De oppositie beschuldigde de regering ervan als een dictatuur te handelen door gebruik te maken van de buitengewone bevoegdheden die het parlement op 20 maart 1945 aan de regering had toegekend. Dankzij deze buitengewone bevoegdheden kon de regering wetten uitvaardigen zonder dat daar een parlementaire stemming voor nodig was.

## Maatregelen

### Regeringsverklaring
De vertrouwensstemming van de regering vond plaats op vrijdag 10 augustus 1945. 67 stemmen voor, 52 tegen en 1 onthouding. In zijn regeringsverklaring omschreef premier Achiel Van Acker de taken van zijn regering als volgt: het organiseren van parlementsverkiezingen en collaborateurs straffen (door hen het stemrecht te ontnemen). Op economisch en sociaal vlak wilde de regering een beleid van financiële consolidatie voorzetten, herstelbetalingen voor oorlogsschade organiseren en deelnemen aan de exploitatie van het Duitse vermogen als vergoeding.

### De belastingshervorming van 1945
Om tegemoet te komen aan de financiële behoeften van België nam de regering een wetsvoorstel aan inzake belastingheffing dat naar verwachting de last van de oorlog zal verminderen.
Deze belasting bestond uit drie hoofdbelastingen: een 5%-belasting op kapitaal, een 95%-belasting op oorlogswinsten en een 100%-belasting op de winst uit operaties met de vijanden van de Natie tijdens de oorlog.
Helaas voor de regering hebben deze drie maatregelen niet volledig het gewenste effect gehad. Alleen de belasting op kapitaal kwam relatief gemakkelijk binnen. Dit werd voornamelijk toegepast op twee categorieën van eigendommen waarvan de staat op de hoogte was. Ten eerste onroerend goed, waarvan de waarde kon worden afgeleid uit de kadasters en ten tweede uit de geblokkeerde fondsen. 
Het doel van Achiel Van Acker, premier en minister van Kolenmijnen, was om de Belgische economie zo snel mogelijk nieuw leven in te blazen. Duizenden Duitse krijgsgevangenen (tussen de 46.000 en 64.000) werden vervolgens in dienst genomen om in de kolenmijnen te werken. De meeste van deze Duitse arbeiders verlieten België in 1946 om nadien vervangen te worden door Italiaanse immigranten.

### De decreetwet betreffende de burgerrechtelijke zuivering van 19 september 1945
Met het oog op de intrekking van het stemrecht van een bepaald aantal burgers werd het decreetwet op de burgerrechtelijke zuivering van 19 september 1945 van kracht. In zijn verslag aan de prins-regent Karel heeft de minister van Justitie, Marcel Grégoire, de betrokkenen gedefinieerd.
Hij verklaarde als volgt:

Degenen die deelnamen aan een politieke beweging of actie, zelfs gedeeltelijk of beperkt, die door de vijand werd gecreëerd of begunstigd, konden de bijdrage die zij zouden leveren aan de onderwerping en de vernedering van de Natie niet negeren. Wat hun valse rechtvaardigingspogingen nu ook mogen zijn, ze konden tijdens de bezetting de gevolgen van hun acties niet verkeerd begrijpen; door ze uit te voeren onder de controle en bescherming van de bezetter, ten nadele van hun medeburgers die met de zwaarste straffen worden bedreigd, moeten ze zich bewust worden van het criminele karakter van hun gedrag.
En ging verder:

Het is belangrijk dat zij door een veiligheidsmaatregel van civiele aard worden afgesneden van de politieke gemeenschap waaraan zij ontrouw zijn geweest, dat zij worden uitgesloten van bepaalde missies en dat zij worden verwijderd van bepaalde activiteiten. Of er nu wel of niet sprake is van een strafrechtelijke veroordeling, het verlies van het recht om deel te nemen aan het openbare leven van de natie moet worden opgelegd aan al diegenen die tijdens de bezetting hun burgerplicht hebben verzaakt.
322.000 Belgen waren het doelwit van deze maatregel en moesten worden verhinderd om deel te nemen aan de verkiezingen. Vervolgens is dit cijfer na de verkiezingen aanzienlijk gedaald tot 20.625 personen. 

## Voorzitterschap van de eerste Algemene Vergadering van de Verenigde Naties
Eind april 1945 nam België deel aan de conferentie van San Francisco die tot doel had het VN-Handvest aan te nemen. Met deze stap bevestigde de regering haar bereidheid om solide relaties op te bouwen met de voormalige bondgenoten.

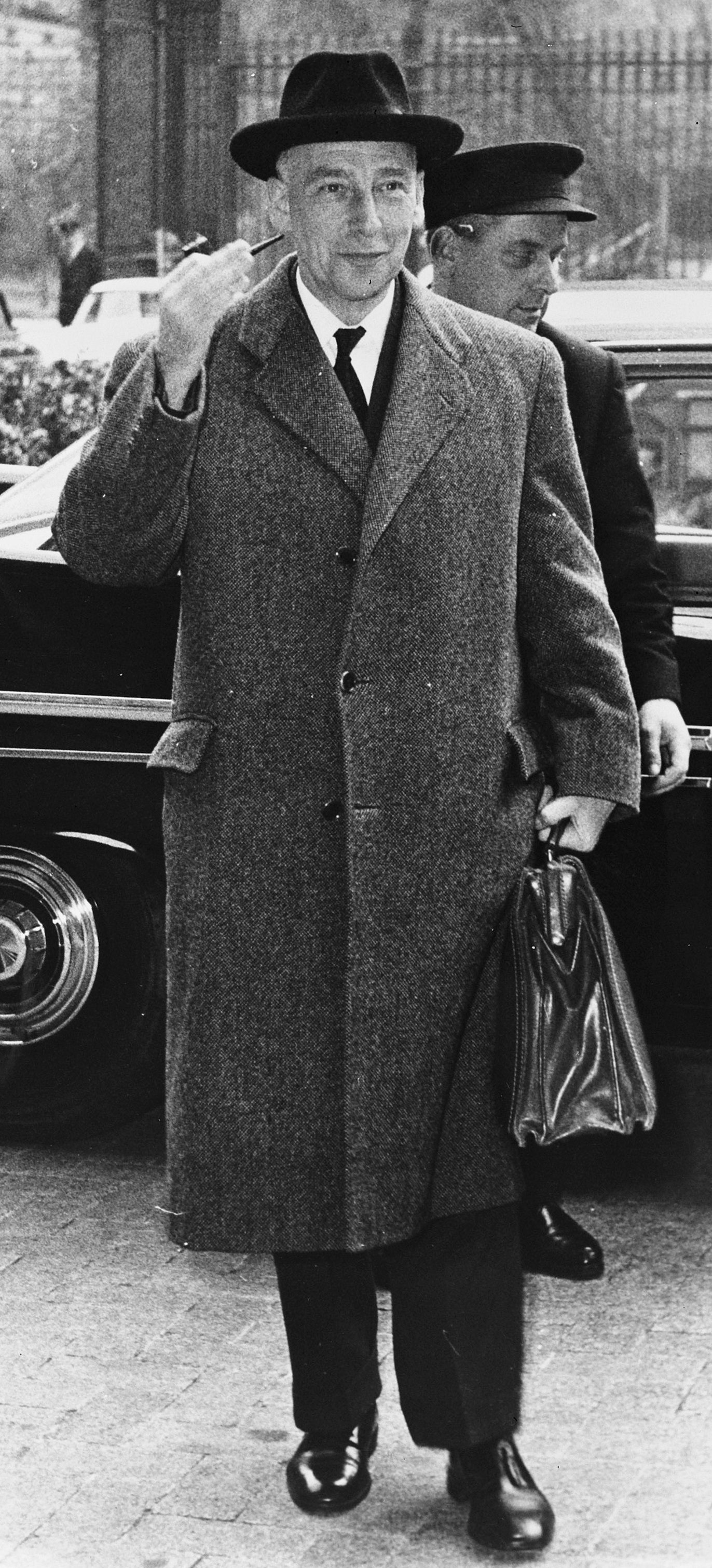
August de Schryver, informateur na de verkiezingen van 17 februari 1946

Ondanks het verzet van de Sovjets stelde de Belgische minister van Buitenlandse Zaken Paul-Henri Spaak zich kandidaat voor het voorzitterschap van de Verenigde Naties. Hij werd verkozen en ging hierdoor de eerste Algemene Vergadering van de Verenigde Naties in januari 1946 voorzitten. Deze verkiezing gaf hem een belangrijke internationale invloed.

## De verkiezingen van februari 1946
Op 17 februari 1946 werden de eerste parlementsverkiezingen sinds het einde van de oorlog in het land gehouden. Het was een echte triomf voor het Katholieke Blok, die was omgevormd tot de Christelijke Volkspartij (CVP/PSC). De katholieken behaalden hun beste score sinds de invoering van het algemeen stemrecht in 1919. Zij kregen 42,53% van de stemmen, terwijl hun katholieke concurrent, de UDB, met slechts 2% van de stemmen volledig faalde. Tijdens de campagne heeft deze partij vele aanvallen moeten doorstaan. De CVP-leden noemden de UDB-leden opportunisten, verraders van de koning en de katholieke gemeenschap. Zelfs de Kerk koos partij in deze strijd voor katholieke stemmen: kardinaal Jozef Van Roey, primaat van België, vergeleek de leden van de UDB met het vooroorlogse verzet.
De Socialistische Partij kreeg 32,47% van de stemmen en de Communistische Partij 12,68%. De Liberale Partij leed aan een zware nederlaag met minder dan 10% van de stemmen.
Op de maandag na de verkiezingen, 18 februari 1946, riep Achille Van Acker zijn ministers bijeen voor een laatste vergadering. Vervolgens ging hij het ontslag van zijn regering aanbieden aan de prins-regent. Karel vertrouwde August de Schryver, de voorzitter van de CVP, een informatiemissie toe met het oog op de vorming van een nieuwe regering.